# Cabo Adare

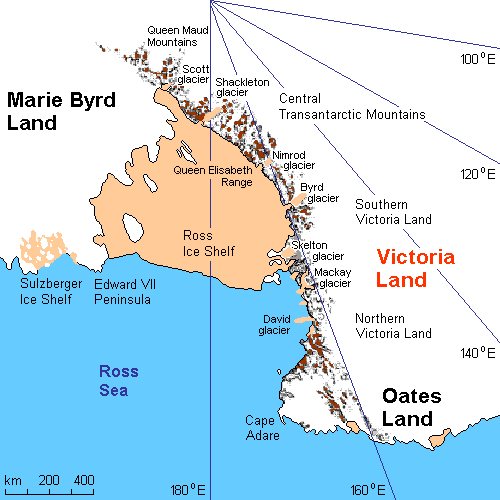
Mapa da área do Cabo Adare.

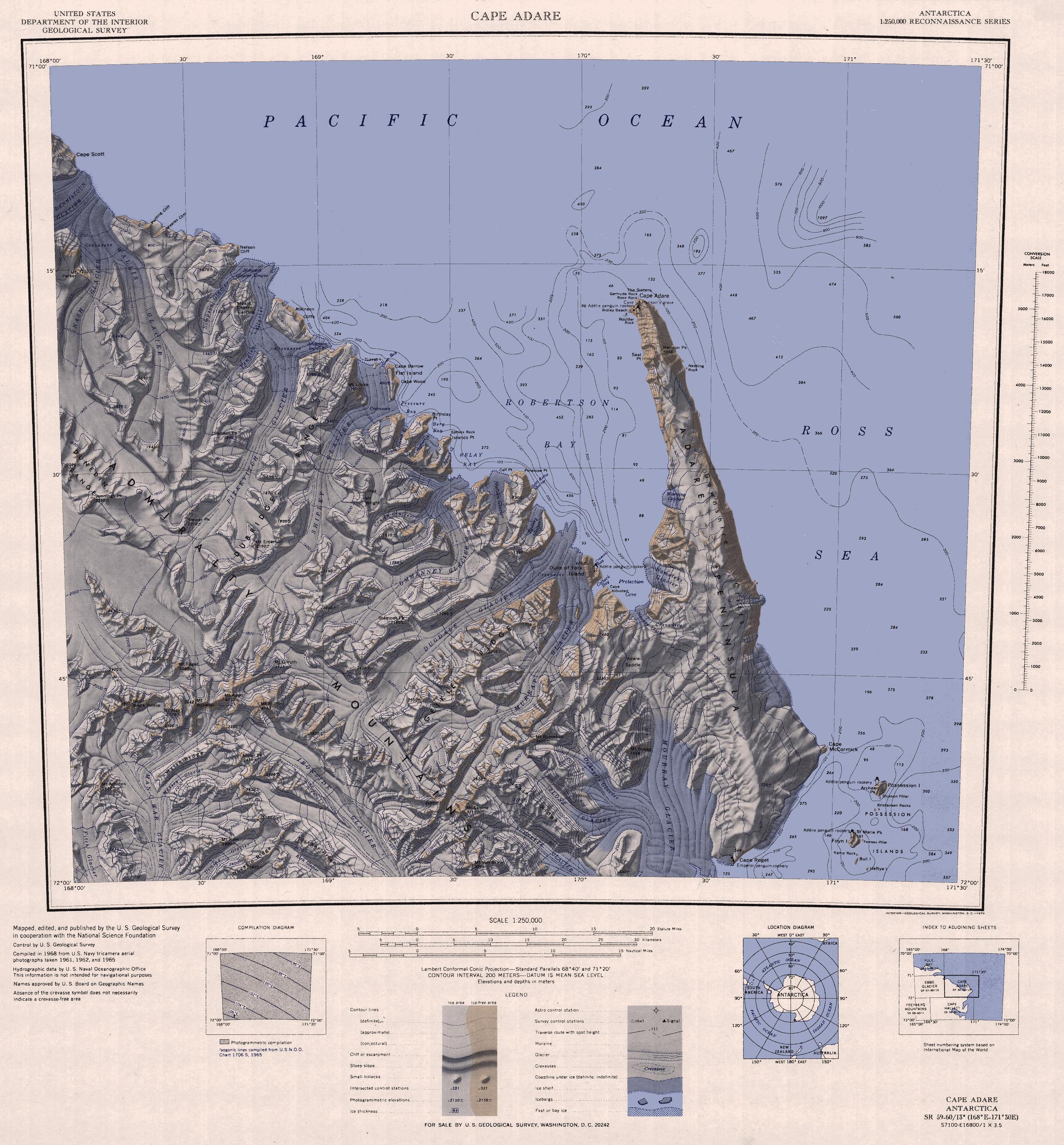
Mapa topográfico da região do Cabo Adare.

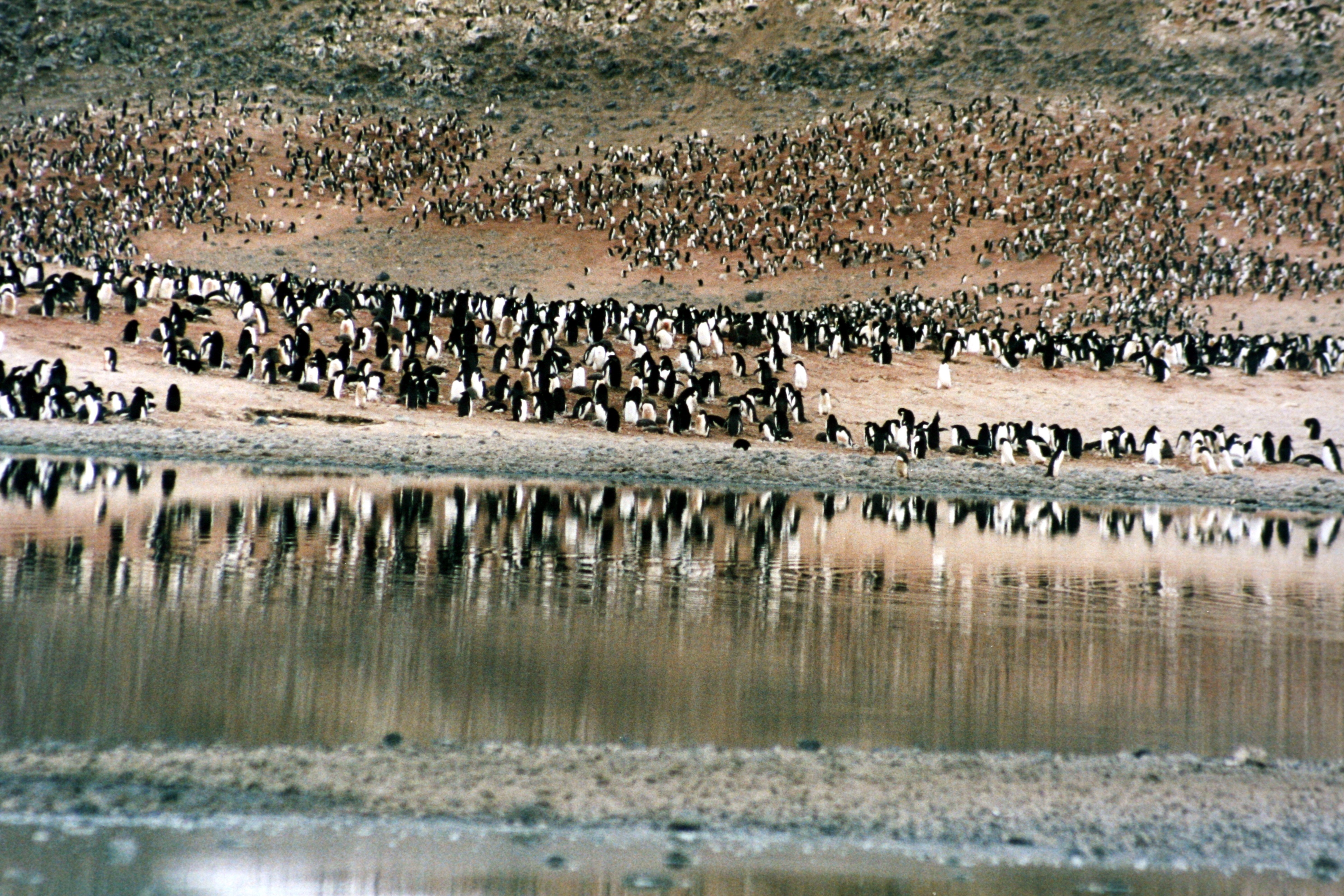
Os Pinguins-de-adélia no Cabo Adare.

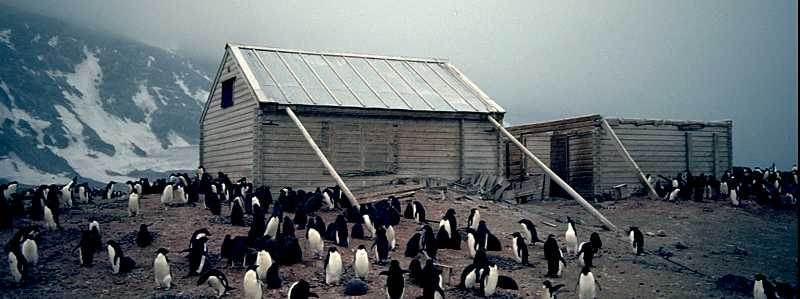
A cabana de 1899 de Borchgrevink rodeada por pinguins.

O cabo Adare é a península mais a nordeste na Terra de Victoria, na Antártida Oriental. O cabo separa o mar de Ross do leste do Oceano Antártico do oeste e dá as costas para as altas Montanhas do Almirantado. O cabo Adare foi uma importante pista de pouso e acampamento base durante o início da exploração antártica.
Em fevereiro de 2007, o navio baleeiro japonês Nisshin Maru, experimentou um incêndio abaixo dos conveses enquanto estava no Mar de Ross. A nau ficou a deriva sem força por dias até que seus motores fossem reparados, aumentando a preocupação devido a sua proximidade ao cabo Adare.

## História
O capitão James Ross descobriu o cabo Adare em janeiro de 1841 e o batizou com o nome de seu amigo o Visconde Adare (o título provém de Adare, Irlanda).
Em janeiro de 1895, os exploradores noruegueses Henrik Bull e Carsten Borchgrevink do navio Antarctic desembarcaram no Cabo Adare como o primeiro desembarque documentado na Antártica, coletando amostras geológicas.  Borchgrevink retornou ao cabo liderando sua própria expedição em 1899 e ergueu duas cabanas, as primeiras estruturas humanas construídas na Antártica.  Os membros da expedição passaram o inverno e os sobreviventes foram resgatados em janeiro de 1900. Este foi a primeiro grupo de expedição já feito para o inverno no continente antártico. O zoólogo Nicolai Hanson morreu durante o inverno e foi sepultado em Cabo Adare.
Os primeiros prédios erguidos por Carsten Borchgrevink no Cabo Adare foram pré-fabricados com pinho pela fábrica norueguesa Strømmen Trævarefabrikk. Estas cabanas estão ainda de pé e o terreno é reconhecido internacionalmente como local histórico importante.  Como resultado das iniciativas pelo Conselho do Patrimônio Antártico o local (com os prédios) está registrado no Sistema do Tratado Antártico como Área Especialmente Protegida da Antártica - o mais alto nível de proteção disponível sob os termos do Tratado.
Os membros do Grupo Norte da Expedição Terra Nova de Scott passaram o inverno no Cabo Adare em 1911 e 1912. Ergueram uma cabana, que hoje está em ruínas.
A mais próxima da estação de pesquisa nos tempos modernos foi a Estação Hallett, a estação conjunta da Nova Zelândia e Estados Unidos no cabo Hallett, a 63 milhas (101 km) a sul. Esta base este em operação de 1957 a 1973.

## Ecologia
O cabo Adare é o local de um grande viveiro de pinguins-de-adélia.